# Vasyl Fedoryshyn
Vasyl Petrovych Fedoryshyn (en ukrainien : Василь Петрович Федоришин, né le 31 mars 1981 à Kalouch) est un lutteur ukrainien, spécialiste de la lutte libre. Il concourt essentiellement dans la catégorie des moins de 60 kg.

## Carrière
En 2008, Vasyl Fedoryshyn remporte la médaille d'argent en lutte libre (- de 60 kg) aux Jeux olympiques de Pékin. Il est battu en finale par le Russe Mavlet Batirov. Toutefois, le 5 avril 2017, le CIO annonce sa disqualification pour dopage des Jeux de Pékin 2008 neuf ans plus tard, à la suite de la ré-analyse de ses échantillons est révélée la présence de déhydrochlorméthyltestostérone (turinabol). 
Dans sa carrière, il a notamment récolté deux médailles aux Championnats du monde, en 2009 et 2010, ainsi que trois titres européens en 2005, 2007 et 2008.
Au titre de sa saison 2010, au cours de laquelle il remporté l'argent au niveau mondial et le bronze au niveau européen, Vasyl Fedoryshyn est élu « Meilleur sportif de l'année » lors de la cérémonie des Héros du sport ukrainien 2010.
Aux Championnats d'Europe organisés à Dortmund, Vasyl Fedoryshyn se classe troisième.

## Palmarès
| Date | Compétition           | Lieu     | Résultat | Catégorie  |
| ---- | --------------------- | -------- | -------- | ---------- |
| 2001 | Championnats d'Europe | Budapest | 2e       | - de 58 kg |
| 2002 | Championnats d'Europe | Bakou    | 2e       | - de 60 kg |
| 2004 | Championnats d'Europe | Ankara   | 3e       | - de 60 kg |
| 2004 | Jeux olympiques       | Athènes  | 4e       | - de 60 kg |
| 2005 | Championnats d'Europe | Varna    | 1er      | - de 60 kg |
| 2007 | Championnats d'Europe | Sofia    | 1er      | - de 60 kg |
| 2008 | Championnats d'Europe | Tampere  | 1er      | - de 60 kg |
| 2008 | Jeux olympiques       | Pékin    | 2e       | - de 60 kg |
| 2009 | Championnats d'Europe | Vilnius  | 3e       | - de 60 kg |
| 2009 | Championnats du monde | Herning  | 3e       | - de 60 kg |
| 2010 | Championnats d'Europe | Bakou    | 3e       | - de 60 kg |
| 2010 | Championnats du monde | Moscou   | 2e       | - de 60 kg |
| 2011 | Championnats d'Europe | Dortmund | 3e       | - de 60 kg |